# Maite Arqué i Ferrer
Maria Teresa Arqué i Ferrer (Badalona, 17 de juny de 1943), més coneguda com a Maite Arqué, és una política catalana, militant del PSC. Va ser la primera dona a esdevenir alcaldessa de Badalona, entre 1999 i 2008, any en què va abandonar l'alcaldia per ocupar el seu escó al Senat a Madrid, el qual va ocupar entre 2008 i 2012.

## Biografia
Inicià els seus estudis al Col·legi López Torrejón del barri del Progrés i després passà a l'Institut Isaac Albéniz. En acabar va obtenir una beca d'estudis de l'Institut Cultural de la Dona a Barcelona. També estudià secretariat en horari nocturn al Col·legi Badalonès, perquè des de ben jove va començar a treballar a la parada de xarcuteria que la seva família tenia al Mercat Maignon.
Participant del moviment associatiu veïnal, des de l'Associació de Veïns del Centre, i educatiu, des del CEIP Artur Martorell, va entrar a militar en el PSC des dels seus orígens, procedent de Convergència Socialista de Catalunya. Va entrar com a regidora a l'Ajuntament de Badalona el 1979, on va estar durant trenta anys, els nou darrers com a alcaldessa de Badalona, de 1999 a 2008. De tarannà desimbolt, va ser anomenada l'alcaldessa dels petons i les abraçades.
Durant els seus tres mandats es van impulsar grans projectes per a la ciutat, com l'eixamplament del centre, l'illa central o Fradera, actualment la plaça de Pompeu Fabra, o la millora de barris com Sant Roc, La Salut i Llefià, a més de perfilar el front marítim entorn el port de Badalona i la formació d'un nou barri.
També va ser membre de la Diputació de Barcelona de 1981 al 1999, des de 1990 presidenta de l'Àrea de Serveis Socials de l'ens provincial, presidenta del Consell Comarcal del Barcelonès (1999-2003), en substitució del també alcalde de Badalona Joan Blanch, i presidenta de l'Entitat Metropolitana de Transports (2003-2007), en substitució de Celestino Corbacho.
L'any següent a les eleccions municipals de 2007, en les quals va ser reescollida com a alcaldessa, va ser escollida senadora per Barcelona per l'Entesa Catalana de Progrés, formada pel PSC, ERC i ICV-EUiA, a les eleccions generals de 2008. Llavors, Arqué va abandonar l'alcaldia i va passar a ocupar-la el regidor d'Urbanisme Jordi Serra i Isern.
El 2010 es va veure involucrada en les investigacions del jutge Baltasar Garzón sobre el Cas Pretòria, per unes operacions urbanístiques al port de Badalona, presumptament relacionades amb aquesta trama a Badalona. Després de les declaracions d'Arqué al Senat, Garzón va descartar imputar-la i la va mantenir com a testimoni.
L'octubre de 2013 es va saber que presidiria el Pacte Local d'aquesta ciutat pel Dret a Decidir.